# المغرب (فلم)
المغرب (بالإنجليزية: Morocco) هو فيلم درامي رومانسي أمريكي من إخراج جوسيف فون ستيرنبيرغ سنة 1930، وبطولة غاري كوبر ومارلينه ديتريش وأدولف منجو. قصة الفيلم مقتبسة من رواية للكاتب الألماني الفرنسي بينو فيني تحت عنوان «أمي جولي» والتي اعتمدها كاتب السيناريو الأمريكي جولز فوردمان.

## القصة
يروي الفيلم قصة جندي فرنسي وقع في حب مغنية ملهى خلال حرب الريف أثناء رحلة قادته إلى المغرب، الذي كان محتلا وقتها من قبل فرنسا وخاضعا للسيطرة الإسبانية في جهة الشمال.

## جوائز
تم ترشيح الفيلم لأربع جوائز أوسكار في فئات أفضل ممثلة في دور (مارلينه ديتريش)، وأفضل تصميم إنتاج وأفضل تصوير سينمائي وأفضل مخرج (جوسيف فون ستيرنبيرغ). في عام 1992، تم اختيار الفيلم لحفظه في السجل الوطني للأفلام الأمريكية من قبل مكتبة الكونغرس باعتباره «مهمًا ثقافيًا أو تاريخيًا أو جماليًا».

## روابط خارجية
- مقالات تستعمل روابط فنية بلا صلة مع ويكي بيانات